# 地下クイズ王決定戦!!
『地下クイズ王決定戦』（ちかクイズおうけっていせん）は、2011年10月3日から2019年8月26日までBSスカパー!で放送されていたバラエティ番組『BAZOOKA!!!』の人気レギュラー企画。アンダーグラウンドな知識を早押しで競うクイズ番組。出題ジャンルは芸能スキャンダル、殺人鬼、裏社会、セックス、宗教、オカルト、北朝鮮といった具合で、地上波では放送しづらいきわどい内容のクイズが出題される。AV男優のしみけんがバラエティタレントとしてブレイクしたきっかけとなったクイズ番組でもある。番組終了まで合計で7回実施されている。
2022年に「BAZOOKA!!!」がAbemaTVで復活。前回から4年ぶりに第8回が放送された。

## 歴代王者
- 渡辺徹（第1回、第2回、第3回王者）。職業はサラリーマン。初代地下クイズ王で、王者から陥落した後は地下ふしぎ発見のクイズコーナーで地下ミステリーハンターとしてレギュラー出演している。俳優の渡辺徹とは別人。
- しみけん（第4回、第5回王者）。職業はAV男優。第2回大会から連続出場し渡辺と優勝を争うも最後の最後で涙をのむ展開で二度優勝を逃す（準優勝）。第三回大会で負けた瞬間に大粒の涙を流したことでファンが激増したというエピソードを持つ。第4回大会で念願の優勝を飾り二代目地下クイズ王として二連覇した後に引退を表明。歴代最凶の地下クイズ王と呼ばれる。第6回以降の大会ではMCの小籔千豊とともに番組MCを務める。
- 能町みね子（第6回女王）。職業はコラムニスト。第四大会から第七回大会まで連続出場。地下クイズ王決定戦をテレビで視聴してファンになりツイッターでこの番組に出たいとつぶやいたことが番組プロデューサーの目にとまりBAZOOKA!!!オールスターズ枠で出場。三度目の正直の第6回大会でオールスターズの全得点をたたき出す活躍で初優勝を飾る。
- 鈴木貴博（第7回王者）。職業は経済評論家。第六回、第七回大会に出場。しみけんの元ブレーンでしみけん引退後に個人として参戦。第7回大会ではBAZOOKA!!!オールスターズ枠で出場し、千鳥ノブの大活躍もあり優勝を決める。
- 神保新（第8回王者）。職業はゴミ収集作業員。第七回大会に初出場で準優勝。その後オンラインでの地下クイズ会を主催するなど知識を研ぎ澄ませ再登場。令和初の地下クイズ王となる。

## その他著名な出場者
- 篠原かをり（第3回、第5回出場）。この番組への出演を機会に虫ガールとして注目を集める。その後、さまざまなクイズ番組からのオファーを受けテレビで活躍するようになり、2019年からは本家のTBS『世界・ふしぎ発見』のミステリーハンターを3年間務めた。
- 田中正信（仮）（第1回、第5回出場）。プロレスの仮面をかぶった謎の男。
- 徳久倫康（第7回出場）。競技クイズ現役最強のチャンピオン。
- ジミー・ジーン（第8回出場）。狐の仮面をかぶった謎の長髪男。得意ジャンルは“全部”。
- 愛葉るび（第8回出場）。元AV女優。

## エピソード
- 太田出版より公式問題集が発売されている[1]。
- 2017年4月29日に渋谷LOFT9で開催されたトークライブ「味園夜会３」ではステージ上に渡辺徹、しみけん、能町みね子、鈴木貴博、篠原かをりが勢ぞろいして、全員で地下クイズのエキシビションマッチを行うという贅沢な対戦が行われた[2]。